# ديفيد ديفيز (لاعب كرة قدم بريطاني)
ديفيد ديفيز (بالإنجليزية: David Davies)‏ (1879 في المملكة المتحدة - 13 سبتمبر 1956) هو لاعب كرة قدم بريطاني (وحمل سابقاً جنسية المملكة المتحدة لبريطانيا العظمى وأيرلندا) في مركز الهجوم. شارك مع منتخب ويلز لكرة القدم.

## وصلات خارجية
- دايفيد ديفيز على موقع قاعدة بيانات كرة القدم.إي يو (الإنجليزية)